# 트론: 새로운 시작
《트론: 새로운 시작》(영어: Tron: Legacy, 영어: TRON: Legacy로 표현)은 2010년 개봉한 미국의 SF 액션 영화이다. 1982년에 개봉한 영화 《트론》의 속편이다.
2011년 제83회 아카데미상 음향상 후보(궨덜린 예이츠 휘틀, 애디슨 티그)에 올랐다.
서사상 연속성이 없는(standalone) 속편 《트론: 아레스》가 2025년 10월 개봉을 목표로 제작 중이다.

## 줄거리
1982년 엔콤의 CEO가 되었던 케빈 플린이 7년 뒤인 1989년 실종된다.
20년 뒤 엔콤의 대주주인 아들 샘 플린은 회사의 고유 운영 체제를 온라인에 무료로 풀어 버린다. 케빈의 친구이며 엔콤의 중역이 된 앨런 브래들리는 샘이 벌인 짓은 케빈이 추구했던 자유 소프트웨어 이상에 부합한다며 샘을 지지한다. 그럼에도 샘이 무단 침입죄로 체포되자 앨런은 보석금을 내고 샘을 꺼내준다.
앨런은 현재 폐쇄돼 있는 케빈의 옛 전자오락실에서 무선 호출기 메시지가 왔다는 말을 한다. 전자오락실에 찾아간 샘은 감춰져 있던 지하실에서 대형 컴퓨터와 레이저 기계를 발견하는데, 그 순간 샘은 갑자기 디지털화되어 케빈이 개발한 가상 현실인 그리드로 다운로드된다.
붙잡힌 샘은 그리드의 모든 프로그램에게 부여되는 신원 식별 디스크를 받고 더 게임스로 보내져 가면을 쓴 컴퓨터 프로그램 린즐러와 격투를 벌이게 된다. 샘이 부상을 입고 피를 흘리자 린즐러는 샘이 “유저”라고 불리는 인간임을 깨닫는다. 린즐러는 샘을 그리드의 지배자인 타락한 프로그램 클루에게 데려간다. 젊은 시절의 케빈과 꼭 닮은 클루는 라이트 사이클 대결에서 샘을 거의 죽일 뻔하지만 케빈의 수제자인 쿼라가 나타나 샘을 구하고 클루의 지배 영역 바깥에 위치한 케빈의 은신처로 데려간다.
샘과 재회한 케빈은 자신이 완벽한 컴퓨터 시스템을 만들려고 클루와 보안 프로그램 트론을 공동 창작자로 올렸고, 셋은 뜻밖에도 다양한 자연의 비밀을 풀 수 있는 잠재력을 지녔으며 자연 발생한 동형 알고리즘(ISO) 종을 발견했다고 설명한다. 그러나 클루는 이를 불완전한 변종으로 여겨 케빈을 배신하고 반란을 일으켜 트론을 죽였으며 ISO를 모두 파괴하였다. 두 세계를 오가게 해주는 포털까지 닫히면서 케빈은 그대로 시스템 안에 갇혀 지내 왔고, 최근 클루는 한정된 짧은 시간 동안 포털을 다시 열고 앨런을 그리드로 유인하려고 메시지를 보냈지만 대신 샘이 낚여 이곳에 오게 된 것이다.
샘이 이곳으로 넘어오면서 열린 포털은 아직 닫히지 않았지만, 만약 케빈이 이곳에서 도망치려고 그리드를 거친다면 바로 클루가 나타나 그리드의 마스터 키이고 포털을 넘나드는 유일한 방법인 케빈의 신원 식별 디스크를 빼앗아 현실로 빠져나갈 게 예상되는 상황. 케빈은 불완전함을 혐오하는 클루가 밖에 나가면 불완전함투성이인 인간 세계에 어떤 짓을 벌일지 몰라 고뇌하고 있었다. 샘은 케빈의 반대에도 불구하고 포털로 향하는 안전한 경로를 제공하는 프로그램인 주스를 찾으려고 다시 클루의 지배 영역으로 돌아가는데...

## 출연진
- 개릿 헤들런드 - 새뮤얼 “샘” 플린 역
- 제프 브리지스 - 케빈 플린 / 클루 역
- 올리비아 와일드 - 쿼라 역
- 브루스 복스라이트너 - 앨런 브래들리 / 트론 / 린즐러 역
- 마이클 신 - 주스 / 캐스터 역
- 제임스 프레인 - 자비스 역
- 보 개릿 - 젬 역
- 서린다 스완, 야야 다코스타, 엘리자베스 매시스 - 사이렌 역
- 제프리 노들링 - 리처드 매키 역
- 데이비드 워너 - 에드 딜린저 역
- 다프트 펑크 - 디스크자키 프로그램 역
- 스티븐 리즈버거 - 섀딕스 역
- 킬리언 머피 - 에드워드 딜린저 주니어 역 (크레디트 미기재)

## 같이 보기
- 트론
- 트론: 업라이징